# Metanemone ranunculoides
Metanemone ranunculoides – gatunek z monotypowego rodzaju Metanemone W. T. Wang, Fl. Reipubl. Popul. Sin. 28: 351. Apr-Dec 1980 z rodziny jaskrowatych. Występuje na zboczach górskich w północno-zachodniej części prowincji Junnan.

## Morfologia
Bylina z liśćmi odziomkowymi, długoogonkowymi, pojedynczymi o blaszce podzielonej lub nie i średnicy do 2,5 cm. Głąbik o wysokości ok. 15 cm prosto wzniesiony ze szczytowym kwiatem o średnicy ok. 2,2 cm. Okwiat składa się z ok. 19 wąsko owalnych listków barwy niebieskawobiałej. Pręciki liczne (ok. 50). Słupków ok. 18, z gęsto, żółto owłosioną zalążnią.